# Microtus schidlovskii
Microtus schidlovskii es una especie de roedor de la familia Cricetidae.

## Distribución geográfica
Se encuentra en el noroeste de Armenia, y fue considerado durante mucho tiempo una subespecie de la Social Vole hasta que fue relistado como una especie de Golenischev en 2002.